# Ang Lee
Ang Lee (kineski: 李安; pinyin: Lǐ Ān; rođen 23. listopada 1954.) je filmski redatelj porijeklom iz Tajvana.

## Životopis

### Školovanje
Ang Lee rođen je u gradu Chaojhou u Pingtungu, u južnom poljoprivrednom okrugu Tajvana. Odrastao je u kući u kojoj su se preferirali kineski klasici. Roditelji su mu se nakon poraza nacionalista u Kineskom građanskom ratu 1949. godine preselili iz Kine na Tajvan. Leejev otac, podrietlom iz Provincije Jiangxi u južnoj Kini, poticao je djecu da uče kinesku kulturu i umjetnost, posebno kaligrafiju. Leejevi baka i djed su poginuli tijekom  Kulturne revolucije jer su optuženi kao članovi jedne od Pet crnih kategorija.
Lee je pohađao je prestižnu srednju školu Tainan First Senior gdje je njegov otac prije bio ravnatelj. Očekivalo se da će upisati Joint College, pripremni koledž za sveučilište, jedini način za sveučilišno obrazovanje na Tajvanu. Nakon što je dvaput pao na ispitu, na očevo razočaranje, upisao je trogodišnji koledž, Narodnu umjetničku školu, gdje je 1975. godine diplomirao. Otac je htio da postane profesor, ali na koledžu se zainteresirao za umjetnost.
Nakon završetka obvezne vojne službe, Lee je 1979. godine otputovao u  Sjedinjene Države kako bi studirao na Urbana-Champaignu na Sveučilištu Illinoisa, gdje je 1980. godine diplomirao u kazalištu. Nakon toga se upisao na Tisch School of Arts na Njujorškom sceučilištu. Studirao je zajedno sa Spikeom Leejem i radio na njegovom filmu-završnom radu, Joe's Bed-Stuy Barbershop: We Cut Heads. Njegov vlastiti završni rad bila je 43-minutna drama, Fine Line (1984.), koja je osvojila prestižnu nagradu Wasserman Njujorškog sveučilišta za režiju.

### Faza mirovanja
Leejev završni rad privukao je pozornost agencije William Morris, slavne agencije za talente i književnost koja je poslije predstavljala Leeja. Isprva, iako je agencija pronašla nekoliko prilika za njega, Lee je šest godina bio nezaposlen. Tijekom tog vremena, bio je domaćin, dok je njegova žena Jane Lin, molekularna biologinja, bila jedina koja je privređivala u četveročlanoj obitelji. Ovaj dogovor, koji je poniženje u kineskoj kulturi, je stavio par pod veliki pritisak, ali uz Lininu potporu i razumijevanje. Lee nije odustao od svoje filmske karijere, ali je nastavio smišljati nove ideje za filmove i predstave. Tijekom tog vremena je napisao i nekoliko scenarija.
Godine 1990. je, na natjecanju pod pokroviteljstvom tajvanskog ministarstva informiranja, predstavio dva scenarija, Pushing Hands i Svadbeni banket. Scenariji su zasebno osvojili prvo i drugo mjesto. Dva pobjednička scenarija zainteresirala su Li-Kong Hsua, nedavno promaknutog menadžera u velikom studiju kojeg je zanimao Leejev jedinstveni stil i svježina. Hsu, prvi put producent, pozvao je Leeja da režira Pushing Hands, dugometražni film koji je premijerno prikazan 1991. godine.

### Debi u Tajvanu
Pushing Hands (1992.) bio je veliki uspjeh na Tajvanu među kritičarima i u kinima. Zaradio je osam nominacija za Filmskom festivalu Zlatni konj, tajvanskom filmskom festivalu. Inspiriran uspjehom, Hsu je surađivao s Leejem na njegovom drugom filmu, Svadbeni banket (1993.), koji je osvojio Zlatnog medvjeda na  Berlinskom filmskom festivalu, a nominiran je kao najbolji strani film za Zlatni globus i Oscar. Film je ukupno osvojio jedanaest tajvanskih i međunarodnih nagrada, a Lee je postao zvijezda u usponu.
Prva dva Leejeva filma bili su temeljeni na pričama tajvanskih Amerikanaca, a oba su snimana u Americi. Hsu je 1995. godine pozvao Leeja da se vrati kako bi snimio Pij, jedi, muškarac, žena, a film prikazuje tradicionalne vrijednosti, moderne odnose i obiteljske sukobe na Taipeiju. Film je postao hit u kinima, kao i među kritikom. Drugu godinu zaredom, Leejev film bio je nomniniran za najbolji strani film za Zlatni globus i Oscara, kao i za BAFTA-u. Pij, jedi, muškarac, žena dobio je pet nagrada na Tajvanu i u inozemstvu. Hollywood je otkupio prava i snimio obradu, Tortilla Soup (2001. godine, redatelj Maria Ripoll). Bila je to jedna od rijetkih prilika u kojima su tajvanski filmovi doživjeli obradu izvan zemlje.

### Dolazak u Hollywood
Leejeve tri drame otvorile su mu vrata Hollywooda. Godine 1995. je za TriStar režirao britanski klasik Razum i osjećaji. Prebacivanje s tajvanskih na britanske filmove nije zaustavio Leeja od osvajanja festivalskih nagrada. Razum i osjećaji donio je Leeju drugog Zlatnog medvjeda na Berlinskom filmskom festivalu. Nominiran je za sedam Oscara, a osvojio je nagradu za najbolji adaptirani scenarij  Emme Thompson. Osvojio je i  Zlatni globus za najbolju dramu. Nakon ovih uspjeha, Lee je režirao još dva holivudska filma, Ledena oluja (1997.), obiteljsku satiru smještenu u američko predgrađe sedamdesetih, i Zajahati s vragom, dramu o  Američkom građanskom ratu (1999.).
Iako su kritičari hvalili ove filmove, komercijalni uspjeh nije bio impresivan, što je pomalo zasjenilo Leejevu slavu među širokom publikom i umjetničkim školama koju je stekao svojim dugometražnim filmovima. Međutim, krajem devedesetih i početkom 21. stoljeća, Ledena oluja dobro se prodavala na VHS i DVD formatu, a često se prikazivala na kabelskim televizijama.

### Tigar i zmaji superherojski žanr
Li-Kong Hsu, Leejev stari partner i navijač, 1999. godine ga je pozvao da snimi film temeljen na tradicionalnoj kineskoj "wuxia" (borilačke vještine i viteštvo) žanru. Uzbuđen zbog prilike da ostvari svoj san iz djetinjstva, Lee je okupio ekipu s Tajvana, Hong Konga i  Kine za  Tigra i zmaja (2000.). Film je iznenađujuće doživio veliki uspjeh u cijelom svijetu. S kineskim dijalozima i engleskim titlovima, film je postao najuspješniji strani film u mnogim zemljama, uključujući u SAD-u i  Ujedinjenom Kraljevstvu, a na dodjeli Oscara bio je nominiran za najbolji film, najbolji strani film i režiju. Osvojio je nagrade za najbolji strani film i tri tehničke kategorije. Uspjeh Tigra i zmaja inspirirao je afirmirane redatelje kao što su Zhang Yimou i Chen Kaige da snime wuxia filmove za zapadnu publiku.
Lee se 2003. godine vratio u Hollywood kako bi režirao  Hulka, njegov prvi visokobudžetni film. Iako je film bio temeljen na superheroju iz stripa i ispunjen specijalnim efektima, Lee je iskoristio žanr kako bi ispričao priču o odnosu oca i sina. Film je bio razočaranje među kritičarima i publikom. Nakon neuspjeha, Lee je razmišljao u ranom umirovljenju, ali ga je otac nagovorio da nastavi snimati filmove.

### Planina Brokeback
Lee je odlučio snimiti niskobudžetni neovisni film zasnovan na kratkoj priči dobitnici  Pulitzerove nagrade Annie Proulx, Planina Brokeback. U članku Roberta K. Eldera iz 2005. godine, Lee je citiran kako kaže, "Što ja znam o gay ranču u Wyomingu?". Unatoč redateljevom ograđivanju od teme filma, Planina Brokeback je pokazala Leejevu sposobnost u istraživanju dubina ljudskog srca.
Film o zabranjenoj ljubavi između dva kauboja iz Wyominga odmah je privukao pozornost i inicirao žučne rasprave. Zaradio je mnoge kritičke pohvale i osvojio mnoge nagrade za najbolji film i režiju na mnogim međunarodnim festivalima. Osim toga, "Brokeback" je postao kulturni fenomen i komercijalni hit. Nominiran je za osam Oscara te bio proglašen najvećim favoritom za najbolji film, ali je izgubio od  Fatalne nesreće, priče o rasnim odnosima u Los Angelesu, što je izazvalo velike kontroverze. Pojavile su se špekulacije da je prikazivanje  homoseksualnosti moglo biti razlog tih kontroverzi, dok su drugi tvrdili kako je Fatalna nesreća jednostavno bila bolji film. Lee je rekao kako je razočaran što njegov film nije osvojio glavnu nagradu, ali je osvojio Oscar za najboljeg redatelja, postavši tako prvi Azijac kojem je to pošlo za rukom.

### Žudnja, oprez
Nakon  Planine Brokeback, činilo se da Lee slijedi svoje prioritete koji variraju između vesterna i kineske kulture. Njegov sljedeći film bio je Žudnja, oprez, koji je adaptiran iz kratkog romana kineske spisateljice Eileen Chang. Priča je napisana 1950. godine, a djelomično je temeljena na stvarnim događajima koji su se zbili 1939. i 1940. godine u Šangaju kojeg su okupirali Japanci tijekom  Drugog svjetskog rata. Slično Planini Brokeback, Ang Lee je adaptirao i proširio kratku, jednostavnu priču u dugometražni film na način koji dopušta individuama da otkriju sofisticirane slojeve svojih rezerviranih emocija bez da ih zasjeni komplicirana radnja ili preopširni materijal.
Film Žudnja, oprez distribuirao je Focus Features, a premijeru je doživio na međunarodnim filmskim festivalima u ljeto i ranu jesen 2007. godine. U Americi je zabranjen za publiku mlađu od 17 godina zbog eksplicitnih scena seksa. Bio je to veliki izazov za distribuciju filma jer mnoga kina ne žele prikazivati takve filmove. Redatelj i studio su odlučili ne žaliti se na odluku. Kako bi film mogao biti prikazan u Kini, Lee je zbog vladinih restrikcija izrezao devet minuta filma kako bi sadržaj prilagodio mlađoj publici.
Žudnja, oprez je osvojila Zlatnog lava na  Filmskom festivalu u Veneciji 2007. godine, čime je Lee postao pobjednik drugi put u tri godine. Kritike u Americi, međutim, nisu sasvim pozitivne. Kad je film prikazivan na Leejevu materinskom tajvanskom jeziku u originalnoj verziji, bio je vrlo dobro primljen. Ostavši u Tajvanu kako bi promovirao film i za tradicionalni kineski blagdan u to vrijeme, Lee se oduševio kad je otkrio da Tajvanci naveliko hvale njegov rad.

## Privatni život
Lee živi u Westchesteru,  New York, sa ženom i sinom, Masonom Leejem. Mason je započeo glumačku karijeru.

## Filmografija
| Godina | Naslov                         |
| ------ | ------------------------------ |
| 1992.  | U ravnoteži                    |
| 1993.  | Svadbeni banket                |
| 1994.  | Pij, jedi, muškarac, žena      |
| 1995.  | Razum i osjećaji               |
| 1997.  | Ledena oluja                   |
| 1999.  | Zajahati s vragom              |
| 2000.  | Tigar i zmaj                   |
| 2002.  | The Hire                       |
| 2003.  | Hulk                           |
| 2005.  | Planina Brokeback              |
| 2007.  | Žudnja, oprez                  |
| 2009.  | Svi na Woodstock               |
| 2012.  | Pijev život                    |
| 2016.  | Dugo poluvrijeme Billyja Lynna |
| 2019.  | Blizanac                       |

## Vanjske poveznice
- Ang Lee u internetskoj bazi filmova IMDb-u (engl.)
- Ang Lee 64th Venice Film Festival press conference (engl.)